# Gerd Zimmermann (Architekt)
Gerd Zimmermann (* 9. November 1946 in Luckenwalde) ist ein deutscher Architekt und Hochschullehrer.

## Leben
Nach seiner Schulzeit studierte Zimmermann Architektur an der Hochschule für Architektur und Bauwesen (HAB) in Weimar und promovierte 1973. Danach war er wissenschaftlicher Mitarbeiter am Institut für Städtebau und Architektur an der Deutschen Bauakademie Berlin. 1980 ging er wieder an die HAB Weimar als wissenschaftlicher Assistent und Oberassistent am Wissenschaftsbereich Theorie und Geschichte der Architektur der Fakultät Architektur und übernimmt auch Lehrtätigkeiten. 1992 wird er zum Professor für das Fach Entwerfen und Architekturtheorie an der HAB berufen. Zimmermann war von 1992 bis 1996 Rektor der Hochschule für Architektur und Bauwesen sowie nach der Umbenennung der Hochschule von 1996 bis 2000 Rektor der Bauhaus-Universität Weimar, das Amt übernahm er 2004 erneut. Zu seinen Forschungsschwerpunkten gehört die Architekturtheorie. Von 1999 bis 2001 war Zimmermann Vizepräsident der Hochschulrektorenkonferenz. Seit 2004 ist er Mitglied der Akademie gemeinnütziger Wissenschaften zu Erfurt. Von 2006 bis April 2018 war Zimmermann Vorstandsvorsitzender der Akkreditierungsagentur Acquin e.V.
Zimmermann ist Mitglied im ZDF-Verwaltungsrat.
Im Frühjahr 2023 gab er dem Weimarer Bibliotheksdirektor Frank Simon-Ritz ein Videointerview, in dem es um seine langjährige Verbundenheit mit der Weimarer Hochschule geht.